# 岸本一美
岸本 一美（きしもと かずみ、1986年6月29日 - ）は、日本の元フィギュアスケート選手（男子シングル）。

## 経歴
1986年6月29日、横浜市鶴見区で生まれる。兄がスケートをしていたことがきっかけで、小学1年からスケートを始める。喘息治療のため千葉県茂原市に転居した後は、茂原アスモアイスアリーナでスケートを続けた。その後、北小金のスターランドアイススケートリンクへ、さらに岡島功治に師事するため新松戸アイスアリーナへ移り、同リンクが閉鎖されると岡島に伴って明治神宮外苑スケート場へと渡り歩いた。中学2年、14歳で3回転アクセルを習得した。
2002-2003シーズン、全日本ジュニア選手権4位ながらも、フリースケーティングでの追い上げが評価されて世界ジュニア選手権に出場、4位と躍進。翌2003-2004シーズンに全日本ジュニア選手権優勝。全日本選手権でも2位となり注目を集める。2004-2005シーズンは四大陸選手権に出場した。
2005-2006シーズン、ISUグランプリシリーズ中国杯に出場、11位となる。しかし、全日本選手権4日前の練習中にアキレス腱断裂の大怪我を負ってしまい、その後出場を予定していた試合をすべて欠場。暫くの間リハビリに励んだが、競技復帰には至らないまま現役を去った。

## 主な戦績
| 大会/年                   | 1999-00 | 2000-01 | 2001-02 | 2002-03 | 2003-04 | 2004-05 | 2005-06 |
| ------------------------- | ------- | ------- | ------- | ------- | ------- | ------- | ------- |
| 四大陸選手権              |         |         |         |         |         | 10      |         |
| 全日本選手権              |         | 13      |         | 16      | 2       | 5       | 棄権    |
| GP中国杯                  |         |         |         |         |         |         | 11      |
| 世界Jr.選手権             |         | 14      |         | 4       | 6       |         |         |
| 全日本Jr.選手権           | 10      | 2       | 5       | 4       | 1       | 2       |         |
| JGPハルギタ杯             |         |         |         |         |         | 4       |         |
| JGPハルビン               |         |         |         |         |         | 3       |         |
| JGPSBC杯                  |         |         |         |         | 2       |         |         |
| JGPソフィア杯             |         |         |         |         | 4       |         |         |
| JGPベオグラード・スパロー |         |         |         | 8       |         |         |         |
| JGPサルコウ杯             |         |         | 棄権    |         |         |         |         |

### 詳細
| 2005-2006 シーズン |                                      |          |          |           |
| 開催日             | 大会名                               | SP       | FS       | 結果      |
| 2005年11月3日-6日  | ISUグランプリシリーズ 中国杯（北京） | 10 53.14 | 9 104.60 | 11 157.74 |

| 2004-2005 シーズン  |                                                          |         |          |           |
| 開催日              | 大会名                                                   | SP      | FS       | 結果      |
| 2005年2月14日-20日  | 2005年四大陸フィギュアスケート選手権（江陵）             | 9 54.07 | 9 106.34 | 10 160.41 |
| 2004年12月24日-26日 | 第73回全日本フィギュアスケート選手権（新横浜）           | 7 53.99 | 4 120.97 | 5 174.96  |
| 2004年11月20日-21日 | 第73回全日本フィギュアスケートジュニア選手権（大阪）     | 2 59.49 | 2 111.81 | 2 171.30  |
| 2004年10月12日-17日 | ISUジュニアグランプリ ハルギタ杯（ミエルクレア＝チュク） | 9 46.12 | 3 105.76 | 4 151.88  |
| 2004年9月16日-19日  | ISUジュニアグランプリ ハルビン（ハルビン）               | 4 51.76 | 3 98.62  | 3 150.38  |

| 2003-2004 シーズン   |                                                      |      |    |    |      |
| 開催日               | 大会名                                               | 予選 | SP | FS | 結果 |
| 2004年2月29日-3月7日 | 2004年世界ジュニアフィギュアスケート選手権（ハーグ） | 3    | 8  | 6  | 6    |
| 2003年12月25日-26日  | 第72回全日本フィギュアスケート選手権（長野）         | -    | 5  | 2  | 2    |
| 2003年11月22日-23日  | 第72回全日本フィギュアスケートジュニア選手権（京都） | -    | 2  | 1  | 1    |
| 2003年10月16日-19日  | ISUジュニアグランプリ SBC杯（岡谷 ）                 | -    | 2  | 2  | 2    |
| 2003年9月11日-13日   | ISUジュニアグランプリ ソフィア杯（ソフィア）         | -    | 3  | 4  | 4    |

| 2002-2003 シーズン   |                                                              |      |    |    |      |
| 開催日               | 大会名                                                       | 予選 | SP | FS | 結果 |
| 2003年2月24日-3月2日 | 2003年世界ジュニアフィギュアスケート選手権（オストラヴァ）   | 1    | 6  | 4  | 4    |
| 2002年12月19日-22日  | 第71回全日本フィギュアスケート選手権（京都）                 | -    | 21 | 13 | 16   |
| 2002年11月23日-24日  | 第71回全日本フィギュアスケートジュニア選手権（名古屋）       | -    | 10 | 1  | 4    |
| 2002年9月12日-15日   | ISUジュニアグランプリ ベオグラード・スパロー（ベオグラード） | -    | 5  | 9  | 8    |

| 2001-2002 シーズン  |                                                       |    |    |      |
| 開催日              | 大会名                                                | SP | FS | 結果 |
| 2002年3月14日-16日  | 2002年ムラドストトロフィー ジュニアクラス（ザグレブ） | 1  | 1  | 1    |
| 2001年11月23日-24日 | 第70回全日本フィギュアスケートジュニア選手権（東京）  | 4  | 6  | 5    |
| 2001年11月1日-4日   | ISUジュニアグランプリ サルコウ杯（マルメ）            | 9  | -  | 棄権 |

| 2000-2001 シーズン   |                                                        |      |    |    |      |
| 開催日               | 大会名                                                 | 予選 | SP | FS | 結果 |
| 2001年2月26日-3月2日 | 2001年世界ジュニアフィギュアスケート選手権（ソフィア） | 9    | 10 | 17 | 14   |
| 2000年12月8日-10日   | 第69回全日本フィギュアスケート選手権（長野）           | -    | 10 | 13 | 13   |

## プログラム
| シーズン  | SP                                                                                      | FS                                                                               | EX                                                          |
| --------- | --------------------------------------------------------------------------------------- | -------------------------------------------------------------------------------- | ----------------------------------------------------------- |
| 2006-2007 | 映画『座頭市』サウンドトラック 作曲：鈴木慶一 振付：佐藤紀子                            | アラビアン 振付：ウーシー・ケゼラー                                              | 映画『キル・ビル』サウンドトラック 作曲：RZA 振付：佐藤紀子 |
| 2005-2006 | 映画『座頭市』サウンドトラック 作曲：鈴木慶一 振付：佐藤紀子                            | アラビアン 振付：ウーシー・ケゼラー                                              | This Business Of Love 映画『マスク』より 振付：佐藤紀子     |
| 2004-2005 | 映画『座頭市』サウンドトラック 作曲：鈴木慶一 振付：佐藤紀子                            | アラビアン 振付：ウーシー・ケゼラー                                              | 映画『キル・ビル』より                                      |
| 2003-2004 | オール・ザット・ジャズ ミュージカル『シカゴ』より 作曲：ジョン・カンダー 振付：佐藤紀子 | 決死                                                                             | -                                                           |
| 2000-2001 | ドラゴンハート 作曲：ランディ・エデルマン                                               | 映画「ゲティスバーグの戦い 南北戦争 運命の3日間」より 作曲：ランディ・エデルマン | -                                                           |